# José Luís Tinoco
José Luís de Matos e Silva Tinoco (Leiria, 27 de Dezembro de 1932) é um arquitecto, artista plástico, músico multi-instrumentista, compositor e letrista português.

## Carreira
José Luís Tinoco nasceu no dia 27 de Dezembro de 1932, na cidade de Leiria. 
Oriundo de uma família em que se dava grande relevância às artes — filho de Agostinho Gomes Tinoco, que foi professor do Liceu Nacional de Leiria, cidade onde dirigiu o Círculo de Cultura Musical e o Museu e Arquivo Distrital; e de Maria Carlota Tinoco, pianista e professora de piano no Orfeão de Leiria; sobrinho materno de Abílio de Mattos e Silva (1908-1985), pintor, cenógrafo e figurinista, e de Maria Isabel Leal de Mattos e Silva, que usou o nome artístico de Isabel Affonseca (1918-2007), bailarina e professora de ballet clássico; e irmão mais novo de João José Tinoco (1924-1983), arquiteto.
Foi com naturalidade que, após os estudos secundários no Liceu de Leiria, se matriculou no curso de arquitectura. Começou esses estudos na Escola de Belas-Artes do Porto e acabou-os em Lisboa. A seguir manteve-se na capital, onde abriu um atelier próprio. Nesse período (anos 1950) José Luís Tinoco participa no movimento de renovação da arquitectura portuguesa,[carece de fontes?] sendo de assinalar as suas moradias de estilo modernista, que projectou no Restelo (indicada para o Prémio Valmor) e em São Pedro de Moel.
Artista multidisciplinar, desenvolveu ao mesmo tempo atividades noutros campos: as artes gráficas e a música. Assim, dedicou-se à pintura e à ilustração. 
Como pintor, foi, desde início, seduzido pela representação da figura humana, passando do neorrealismo a uma figuração fragmentada que o conduziu à abstração. Expôs, pela primeira vez, em 1956, tendo desde aí participado em numerosas exposições individuais e colectivas, sendo ainda de assinalar o facto de ter composto uma decoração efémera na esplanada do Café Majestic, no Porto, e em 1961, o vasto painel sobre madeira que pintou para o paquete Infante D. Henrique. 
Destacam-se ainda as capas que desenhou para a edição da obra completa de José Rodrigues Miguéis (Editorial Estampa) e a sua colaboração com os serviços de filatelia dos CTT, que o levou a desenhar mais de 200 selos postais.
Também concebeu peças de mobiliário, figurinos para bailado e realizou um filme de animação a partir da obra O que diz Molero, de Dinis Machado.
Enquanto músico, José Luís Tinoco tocou com a Orquestra Académica de Coimbra e, mais tarde, com o conjunto de Heinz Wörner e com o Hot Clube de Portugal. No último desses grupos surge associado aos primórdios do jazz português, ao constituir, na década de 1950 um trio com Ivo Mayer (piano) e António Barros Veloso (contrabaixo); José Luís Tinoco tocava então bateria. Foi igualmente autor do álbum de rock progressivo Homo-Sapiens do projecto Saga, que ajudou a fundar e no qual executou os teclados e guitarras.
Para o grande público, José Luís Tinoco é particularmente conhecido como compositor e/ou letrista de canções que obtiveram grande sucesso. Fez a composição de O amarelo da Carris e Um homem na cidade, sobre letra de José Carlos Ary dos Santos, e assinou a música e a letra de No teu poema e Os lobos e ninguém, todas elas canções interpretadas por Carlos do Carmo. Foi igualmente letrista e compositor de Madrugada, canção vencedora do primeiro Festival RTP da Canção a seguir ao 25 de abril de 1974, interpretada por Duarte Mendes, e que representou Portugal no Festival Eurovisão de 1975, em Estocolmo.
É pai do compositor Luís Tinoco.

## Reconhecimento
Foi igualmente letrista e compositor de Madrugada, canção vencedora do primeiro Festival RTP da Canção a seguir ao 25 de abril de 1974, interpretada por Duarte Mendes, e que representou Portugal no Festival Eurovisão de 1975, em Estocolmo. 
Em 2015 recebeu o Prémio de Consagração de Carreira da Sociedade Portuguesa de Autores.
Escreveu a canção Saudade, gravada pelos Trovante, é uma das 150 canções, que constam na antologia, As Palavras das Canções, organizada por João Calixto, editada com o apoio da Sociedade Portuguesa de Autores. 